# Jerry O’Connell
Jerry O’Connell, właśc. Jeremiah O’Connell (ur. 17 lutego 1974 w Nowym Jorku) – amerykański aktor, reżyser, producent filmowy i scenarzysta. Występował w roli Quinna Mallory’ego w serialu telewizyjnym Sliders: Piąty wymiar.

## Życiorys

### Wczesne lata
Urodził się w Nowym Jorku jako syn nauczycielki Lindy (z domu Linda Witkowski) i dyrektora artystycznego agencji reklamowej Michaela O’Connellów. Jego rodzina była pochodzenia irlandzkiego, włoskiego i polskiego. Jego dziadek ze strony matki Charles Stanislaw/Stanley Witkowski, syn Josepha Witkowski i Blanche, był wpływowym politykiem. Wychowywał się na Manhattanie wraz ze swoim młodszym o dwa lata bratem, Charliem, późniejszym aktorem.

### Kariera
Karierę aktorską rozpoczął w młodym wieku. Jako dziecko reklamował ciasteczka Duncan Hines. Jako jedenastolatek zaliczył swój debiut na dużym ekranie, występując w dramacie przygodowym Roba Reinera Stań przy mnie (Stand By Me). Nastoletni Jerry w latach 1988–1991 występował w kanadyjskim serialu młodzieżowym Moje drugie ja (My Secret Identity), w którym wcielał się w rolę czternastoletniego Andrew Clementsa. Za występ w tym serialu dwukrotnie (w 1989 i 1990 roku) nominowano go do nagrody Young Artist Award.
Uczęszczał na Uniwersytet Nowojorski w latach 1991–1994. W tym samym czasie kontynuował swoją przygodę z kinem. Dziś znamy go z filmów Jerry Maguire (1996), Krzyk 2 (Scream 2, 1997), Misja na Marsa (Mission to Mars, 2000), Kocurek (Tomcats, 2001), Nowy (The New Guy, 2002) i Straszny film 5 (2013).

## Życie prywatne
14 lipca 2007 w miejscowości Calabasas w Kalifornii poślubił aktorkę i modelkę Rebeccę Romijn, byłą żonę Johna Stamosa. Mają bliźniaczki – Dolly Rebeccę Rose i Charlie Tamarę Tulip (ur. 28 grudnia 2008).

## Filmografia

### Filmy
- 1986: Stań przy mnie jako Vern Tessio
- 1988: Akademia Policyjna 5: Misja w Miami Beach jako dzieciak na plaży
- 1996: Karaluchy pod poduchy jako Joe
- 1996: Jerry Maguire jako Frank "Cush" Cushman
- 1997: Krzyk 2 (Scream 2) jako Derek Feldman
- 1998: Szalona impreza jako Trip McNeely
- 1999: Body Shots jako Michael Penorisi
- 2000: Misja na Marsa jako Phil Ohlmyer
- 2001: Kocurek jako Michael Delaney
- 2002: Nowy jako Highland Party Twin
- 2003: Kangur Jack jako Charlie Carbone
- 2005: Twoje, moje i nasze jako Max Algrant
- 2006: Człowiek z miasta jako David Lilly
- 2009: Obsesja jako Ben
- 2010: Pirania 3D jako Derrick Jones
- 2013: Straszny film 5 jako Christian Grey
- 2014: Weronika Mars jako szeryf Dan Lamb

### Seriale TV
- 1988: McCall (The Equalizer) jako Bobby
- 1988–1991: Moje drugie ja (My Secret Identity) jako Andrew Clements
- 1995–1999: Sliders jako Quinn Mallory
- 2002–2007: Jordan w akcji (Crossing Jordan) jako detektyw Woody Hoyt
- 2003: Mad TV jako Ted Levins
- 2004: Bez śladu (Without a Trace) jako Joe Gibson
- 2004: Las Vegas jako detektyw Woody Hoyt
- 2005: Liga Sprawiedliwych bez granic (Justice League Unlimited) jako Kapitan Marvel (głos)
- 2007: Brzydula Betty (Ugly Betty) jako Joel
- 2008: Mad TV jako John Edwards
- 2017: Pohamuj entuzjazm (Curb Your Enthusiasm) jako detektyw telewizyjny
- 2018–2019: Teoria wielkiego podrywu (The Big Bang Theory) jako George Cooper Jr.